# Rigsar

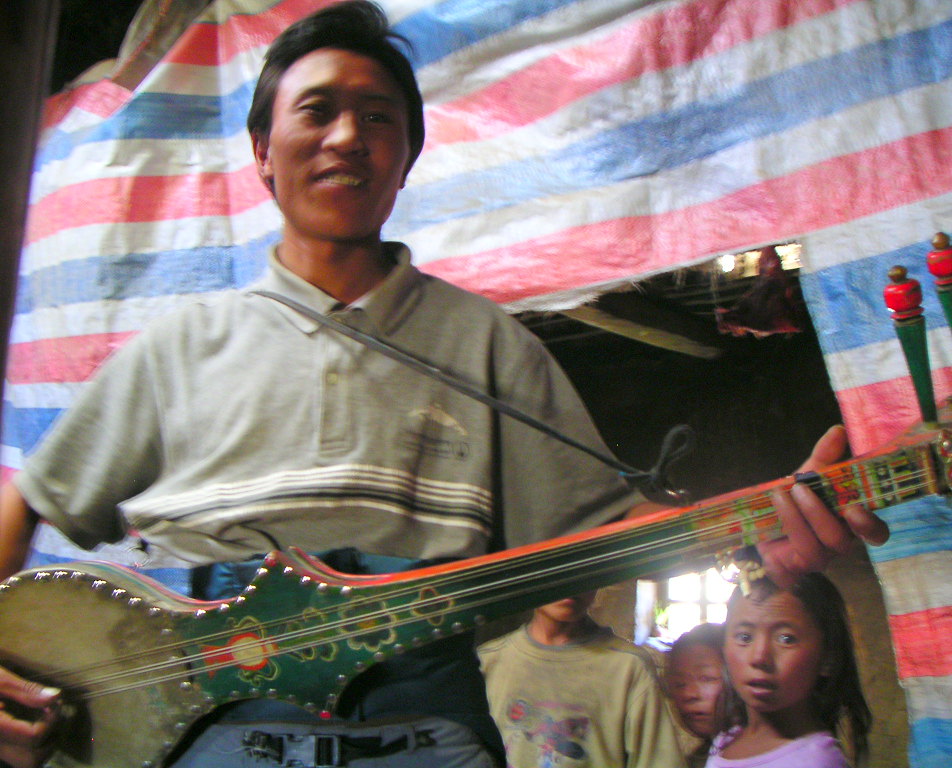
Un joueur de dranyen tibétain.

Le rigsar ( Dzongkha རིག་གསར་; Wylie : rig-gsar ; « nouvelle idée »)  est un genre musical très populaire au Bhoutan. À la fin des années 60, quand il est apparu, on le jouait sur un dranyen (une sorte de luth traditionnel). Zhendi Migo, la première chanson du rigsar, était l'adaptation d'une chanson  de film Bollywoodien : "Sayonara" (du film Love in Tokyo). Les chanssons du rigsar peuvent être interprétées en plusieurs langues, parmi lesquelles, le Tshangla.
Le dranyen traditionnel, a été transformé en dranyen rigsar pour être utilisé dans la musique populaire. Le  rigsar dranyen dispose de 15 cordes, de deux chevalets et d'un jeu supplémentaire de chevilles d'accordage.

## Histoire
La popularité du rigsar n'a cessé de croître dans les années 1970. Dasho Thinley, instituteur et compositeur, a interprété une chanson intitulée Dorozam dont le succès a été déterminant. Le rigsar est devenu encore plus populaire en 1981quand  la chanson Nga khatsa jo si lam kha lu a hissé la chanteuse Shera Lhendup au rang d'icône pop. En 1986, sa chanson Ngesem Ngesem  a également connu un immense succès. Pour la première fois on y utilisait des synthétiseurs . À la fin des années 1980, le rigsar devenait moins à la mode mais l'apparition du label Norling Drayang, qui a sorti plus de 130 albums, a totalement relancé le genre. La sortie de l'album Pangi Shawa par Norling Drayang a fait l'effet d'une révolution et a totalement relancé le genre musical. Au début des années 1990, l'industrie du rigsar a continué à se développer à mesure que Norling Drayang renouvelait le genre et qu'il le modernisait avec des éléments électroniques. Les enregistrements rigsar modernes utilisent souvent des imitations électroniques de batterie et de guitares.
En 1996, Suresh Moktan a sorti un album appelé New Waves qui est devenu l'album bhoutanais le plus rentable en termes de ventes. Toutefois, des critiques commencent à apparaitre. Elles considèrent le rigsar comme insuffisamment musical et trop répétitif. D'autres disent que ce n'est qu'une simple copie des chansons populaires indiennes ou qu'il est trop éloigné de la musique traditionnelle bhoutanaise.